# Louis Hersent

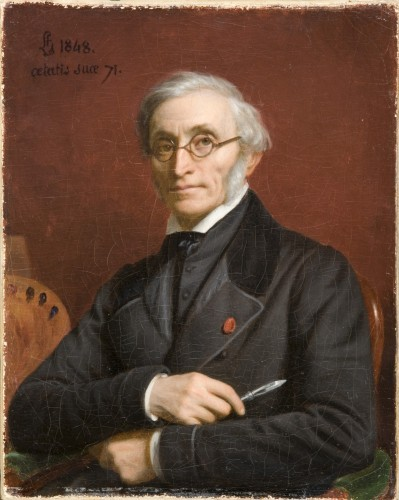
Louis Hersent.

Louis Hersent, född den 10 maj 1777 i Paris, död där den 2 oktober 1860, var en fransk målare. 
Hersent, som var lärjunge av Regnault, följde i början i Davids och Girodets fotspår samt tog sina motiv än från den grekiska myten, än från Chateaubriands Atala. Följande sin tids riktning, kom han dock snart in på nya banor, i det han framställde bibliska ämnen (Rut och Boas, 1822) och historiska bilder, utmärkta för en viss enkel verklighetssträvan och klarhet i kompositionen. En sådan var Ludvig XVI, som utdelar pengar åt fattigt bondfolk (kopia i Versailles). 
Hersents främsta verk var hans 1819 utställda tavla, Gustav Vasa tar avsked av Sveriges ständer ("L'abdication de Gustave Vasa"), vilken utfördes för hertigen av Orléans och förstördes i Palais Royal under 1848 års revolution. Tavlan är numera känd endast genom ett mästerligt kopparstick av Henriquel-Dupont. Hersent målade på äldre dagar huvudsakligast porträtt.